# أسبوع نيويورك للموضة
اسبوع نيويورك للموضة (بالإنجليزية: New York Fashion Week) من أهم محافل الموضة العالمية يقام في شهر سبتمبر وفبراير من كل عام في مدينة نيويورك ليعرض فيه المصممون أخر تصاميمهم للموسم الجديد، وهو واحد من اربع أسابيع الموضة رئيسية تعقد في جميع أنحاء العالم جنبا إلى جنب مع تلك الموجودة في باريس، لندن، ميلان.
انطلق أول أسبوع للموضة في نيويورك عام 1943 وكان هدفه جذب الأنظار بعيداً عن الموضة الفرنسية بعد الحرب العالمية الثانية حيث يصعب على العاملين في مجال الموضة السفر إلى فرنسا لرؤية جديد المصممين الفرنسيين، لذلك نظمت صحفية اليانور اليوت حدث أطلقت عليه اسم «أسبوع الإعلام» (المسمّى حاليا بأسبوع الموضة) للمصممين الأمريكيين ليعرضوا تصاميمهم وقد لاقى هذا الحدث نجاحاً باهرا وامتلأت مجلات الموضة والأزياء بأخبار المصممين الأمريكيين بعد أن ملأتها أخبار الموضة الفرنسية لسنوات عدة، قدر التأثير الاقتصادي السنوي لأسبوع الموضة في نيويورك على مدينة نيويورك بمبلغ 887 مليون دولار أمريكي في عام 2016.

## نشأته
تم إنشاء أسبوع الموضة الأول في نيويورك في عام 1943 من قبل إليانور لامبرت، المدير الصحفي لأول منظمة ترويجية في صناعة الأزياء الأمريكية، وهي معهد نيويورك للأزياء. كان هذا الحدث، وهو أول أسبوع للموضة يتم تنظيمه في العالم، يسمى «أسبوع الصحافة»، وقد تم إنشاؤه لجذب الانتباه بعيدًا عن الموضة الفرنسية خلال الحرب العالمية الثانية، عندما لم يتمكن المطلعون من صناعة الأزياء من السفر إلى باريس لمشاهدة عروض الأزياء الفرنسية. كان من المفترض أيضًا أن يعرض المصممون الأمريكيون لصحفيي الموضة الذين أهملوا ابتكارات الموضة الأمريكية.
بحلول منتصف الخمسينيات من القرن الماضي، عُرف الحدث باسم «أسبوع الصحافة في نيويورك». ربيع 1951 (عقد في فبراير 1951) كان أسبوع الصحافة السنوي السادس عشر في نيويورك.